# تصوير القمر الاصطناعي

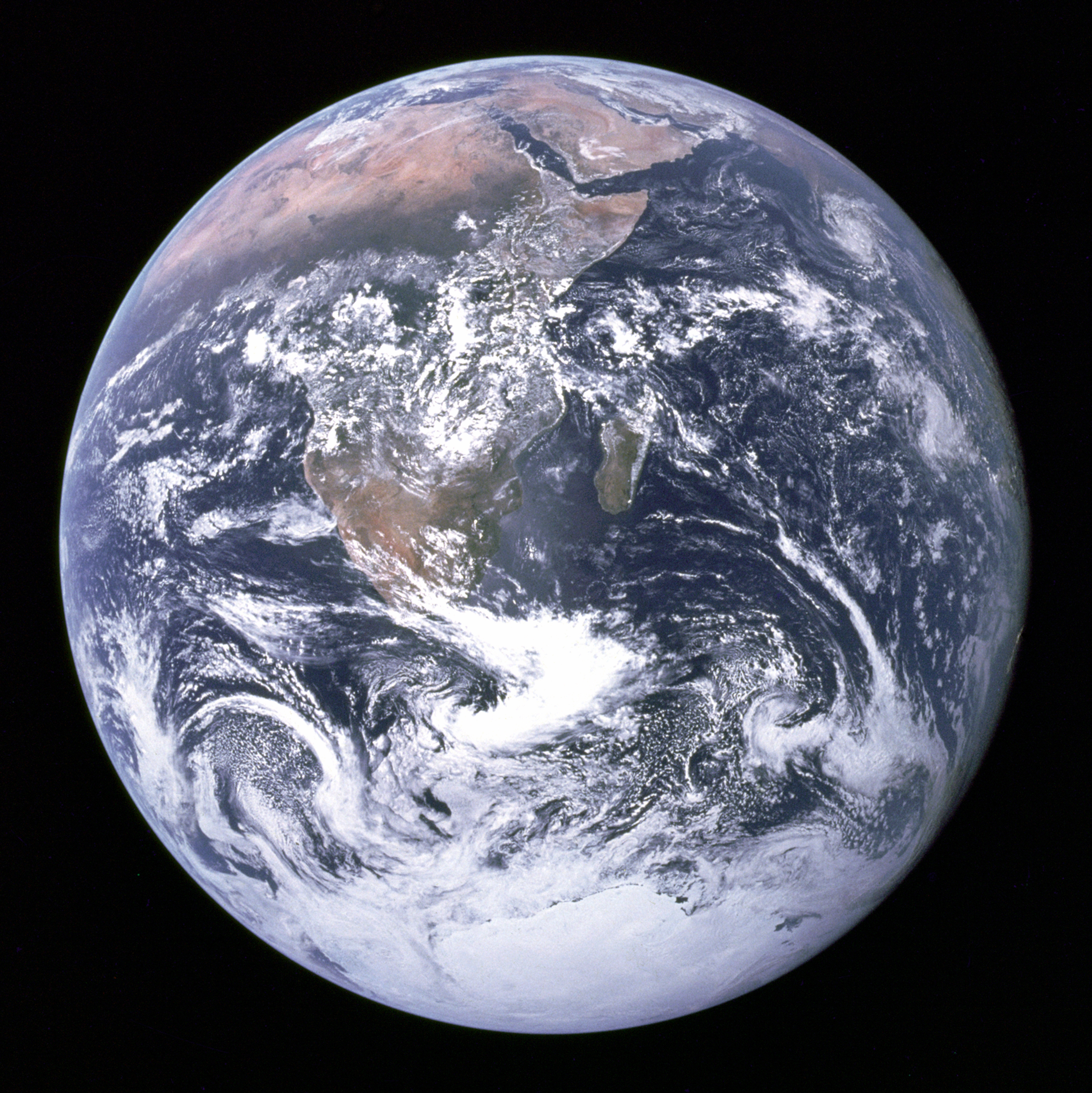
منظر الأرض كما بدا لطاقم أبولو 17 المسافرين إلى القمر.

صورة فضائية أو  تصوير من قمر صناعي (بالإنجليزية: Satellite imagery)‏ هي صورة أو مجموعة صور للأرض تُلْتَقَطُ عبر الاقمار الصناعية.

## نبذة تاريخية

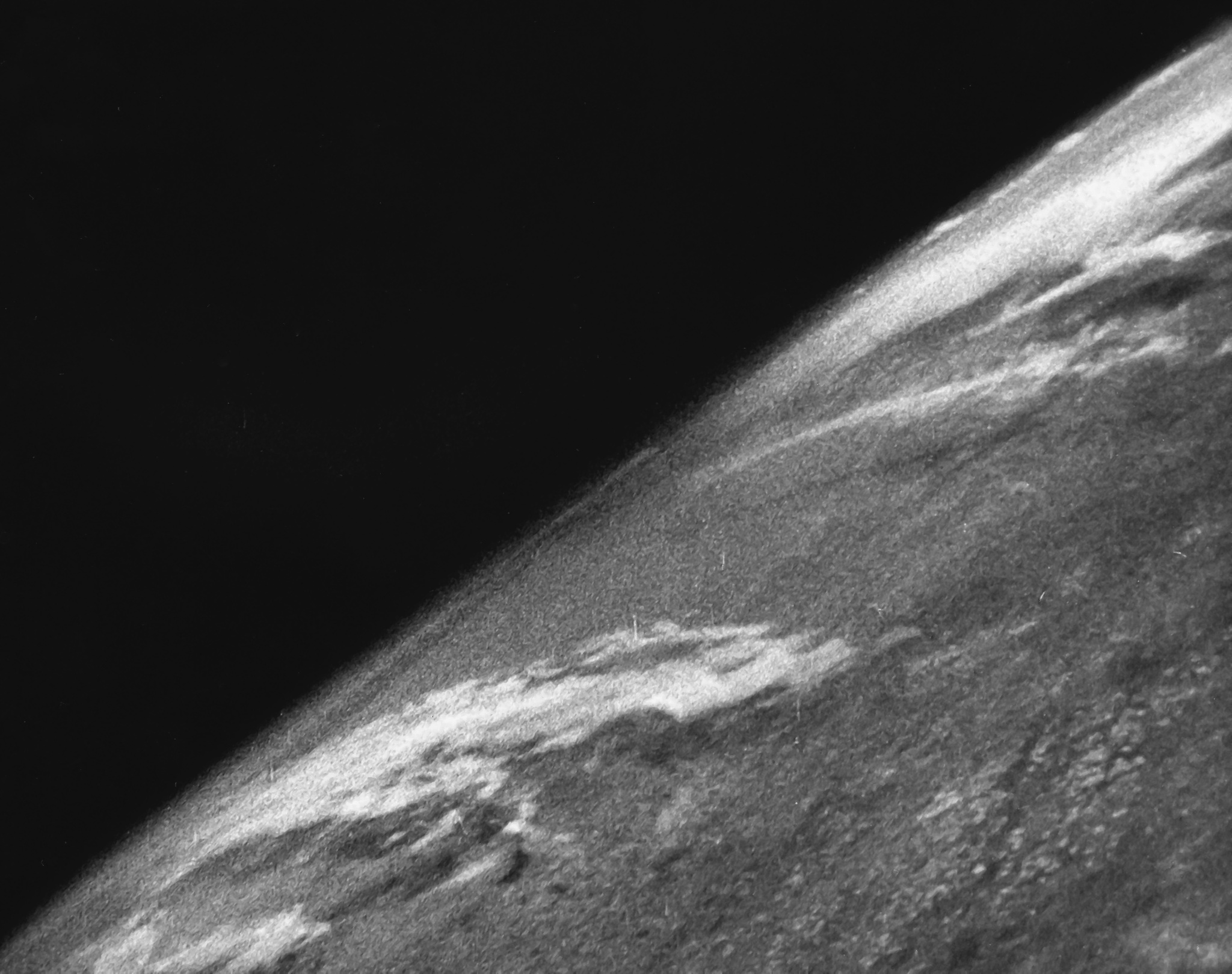
أول تصوير من قمر صناعي

التقطت أول صور للارض في 14 أغسطس 1959م بواسطة الساتل الاميريكي اكسبلورر 6 Explorer. كما كانت أول صور للقمر بواسطة الساتل السوفيتي لونا 3 Luna في 6 أكتوبر عام 1959. بعد ذلك التقطت مركبة الفضاء الاميريكية أبوللو-17 Apollo صورة الكلة الزرقاء عام 1972 وأصبحت مشهورة لدى الجمهور. وفي عام 1977 اطلقت أول عملية تصوير فضائي في الوقت الحقيقي من الساتل الاميريكي كي اتش-11 KH ثم توالت عمليات إطلاق اقمار التصوير مثل لاندسات 7, عام 1999.
تعتبر الصور التي تنتجها وكالة الفضاء الاميركية ناسا NASA مجانية ومتوافرة للعامة كما أن هناك شركات خاصة للتزويد بصور ذات دقة أعلى وبسعر معقول.

## الاستخدامات
هنالك العديد من التطبيقات لصور الاقمار الصناعية في الزراعة، الجيولوجيا, الغابات، التعليم، والكثير من العلوم الأخرى. توجد أيضا صور للخرائط تمسح بواسطة الرادار وبفضل الحواسيب والبرامج الحديثة أصبح من الممكن معالجة الصور واستخدامها في تطبيقات الزلازل والمحيطات.

## الدقة والبيانات
في علم التصوير بالساتل يوجد نوعان من الدقة: دقة اشعاعية، دقة هندسية. في الدقة الاشعاعية تقاس قوة التصوير بمدى عمق اللون لجهاز الالتقاط وقد تكون بجودة متدنية 8-بت (0..255) أو جود عالية 16-بت (0-65,535). من ناحية أخرى تقاس الدقة الهندسية بقدرة جهاز الالتقاط على تصوير جزء من سطح الأرض في بيكسل منفردة ويعبر عنها بعينة بعد الأرضية Ground Sample Distance. فمثلا عينة بعد الأرضية للاندسات هي 30 متر تقريبا وهذا يعني اقل وحدة تصوير ممكنة 30 م×30 م. بعض الاقمار التجارية يمكن ان تكون بدقة هندسية أعلى (مثل جيواي 1 GeoEye بدقة 0.5 م). وأحيانا تزود صور الاقمار الصناعية بصور جوية تؤخذ بواسطة الطائرات لتصبح ذات دقة أعلى.

## العيوب
بسبب مساحة سطح الأرض الهائلة يحتاج الساتل لقاعدة بيانات ضخمة كما يصبح من الصعب تصوير متكرر ذو دقة عالية لكائن متغير كالغيوم والرياح.
تقتصر قواعد البيانات الضخمة على الاقمار التجارية فقط ولايمكن عرضها للعامة كما أن خصوصية الصور تمنع أحيانا نشرها كما حصل مع جوجل.